# Guido Canale
Guido Canale (Cumiana, ... – Torino, 1348) è stato un vescovo cattolico italiano.

## Biografia
Guido Canale (o Canalis) apparteneva a una nobile famiglia piemontese, figlio di Antonio Canale e fratello di Costagno.
Intrapresa la carriera ecclesiastica, entrò nell'ordine di Sant'Antonio di Vienne e pervenne in seguito al rango di arciprete della cattedrale di Torino.
Eletto vescovo di Torino il 16 maggio 1320, agli esordi del suo episcopato si occupò della già nota «questione templare», ovvero di come affrontare nella diocesi torinese le disposizioni della Bolla Pontificia di papa Clemente V, che stabiliva la sospensione dell'Ordine dei Cavalieri Templari e la confisca di tutti beni di loro proprietà.
Il neoeletto vescovo Canale si confrontò da subito con il commissario già precedentemente incaricato dalla Curia di Torino nel 1312 di risolvere pacificamente la «questione templare», ovvero il conte Federico da Piossasco, già membro dell'Ordine degli Ospitalieri Gerosolimitani. La «questione templare» per la diocesi torinese riguardava in particolare la dismissione della Commenda di Pancalieri e quella di Vallis Mallæ.
Con un atto del 4 dicembre 1320, con un solenne giuramento alla sua presenza, venne dichiarato concluso l'incarico di Federico da Piossasco e con questo atto tramontò definitivamente l'epoca dei Cavalieri Templari nella diocesi di Torino.
Il vescovo Guido Canale morì a Torino nel 1348.